# Carol Ruth Silver
Pour les articles homonymes, voir Silver.
Carol Ruth Silver (née le 1er octobre 1938 à Boston) est une avocate et militante des droits civiques américaine.
Elle est notamment connue comme membre du Conseil des superviseurs de San Francisco. Elle est à ce titre l'une des cibles manquées de Dan White lors des assassinats du maire George Moscone et du superviseur Harvey Milk.
Plus jeune, Freedom Rider, elle est arrêtée et incarcérée pendant quarante jours dans le Mississippi.